# Pfarrkirche Kittsee

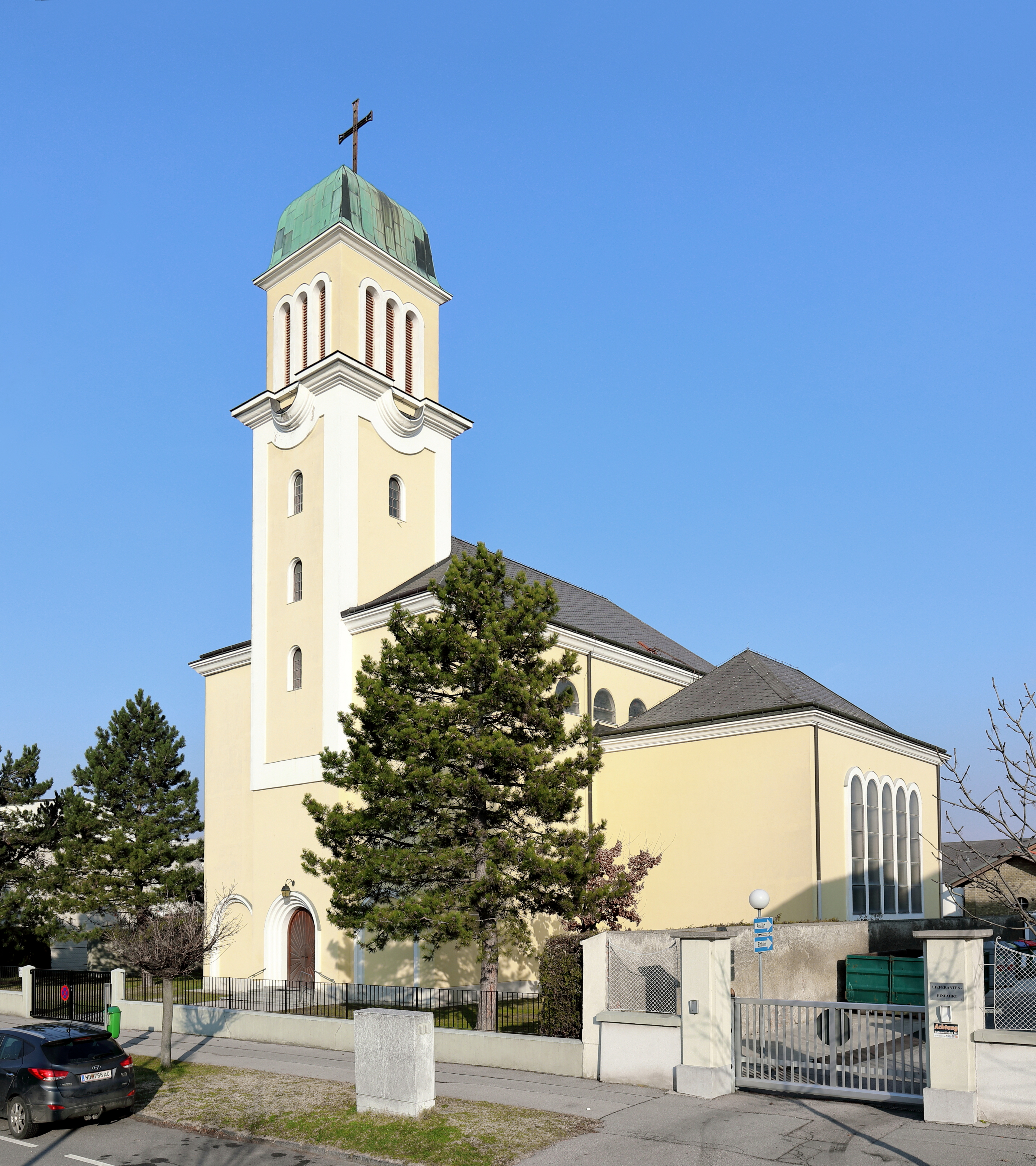
Katholische Pfarrkirche zur Kreuzerhöhung in Kittsee

Die römisch-katholische Pfarrkirche Kittsee steht am nördlichen Ortsende der Gemeinde Kittsee im Bezirk Neusiedl am See im Burgenland. Sie ist dem Fest der Kreuzerhöhung geweiht und gehört zum Dekanat Neusiedl am See in der Diözese Eisenstadt. Das Bauwerk steht unter Denkmalschutz.

## Geschichte
Die Pfarre Kittsee besteht schon sehr lange Zeit und wurde vermutlich vor 1250 gegründet. Eine mittelalterliche Kirche, die dem heiligen Pankratius geweiht war, wurde 1529 im Zuge der Ersten Wiener Türkenbelagerung zerstört und 1548 wiedererrichtet. Dieser Bau stand ursprünglich auf einem Anger, verschwand aber um 1780. 1736 wurde eine barocke Kirche errichtet und dem Fest Mariä Himmelfahrt geweiht. 1808 erfolgte eine Weihung zu Ehren des Heiligen Kreuzes. Am 2. April 1945 wurde die Pfarrkirche von deutschen Truppen aus strategischen Gründen gesprengt. 1948 erfolgte die Grundsteinlegung für eine neue Kirche. Diese, mit einem Fassungsraum für rund 1250 Personen, wurde anschließend nach den Plänen der Architektin Helene Koller-Buchwieser vom Baumeister Stefan Wilhelm Haderer errichtet und am 16. November 1952 von Bischof Josef Schoiswohl eingeweiht.
Im Jahr 1978 erfolgte eine Restaurierung der Kirche.

## Kirchenbau
Die dreischiffige Kirche hat einen rd. 36 m hohen (inklusive Kreuz) eingebundenem Westturm mit haubenförmigem Helm und eine halbrunde Apsis. Das Mittelschiff der Kirche ist überhöht. An beiden Seiten schließen Seitenschiffe an das Langschiff an. Die polychromen Kirchenfenster mit Heiligendarstellungen und mit deutschen sowie kroatischen Inschriften wurden von der Professorin Lucia Jirgal aus Wien gestaltet.

## Ausstattung
Auf dem Hochaltar ist eine barocke hölzerne Kreuzigungsgruppe aus der ersten Hälfte des 18. Jahrhunderts. Über der Sakristeitür hängt ein Ölbild aus der Mitte des 18. Jahrhunderts. Es zeigt die „Maria Immaculata“. Der Taufstein stammt aus der ersten Hälfte des 18. Jahrhunderts.
Am 26. Oktober 2003 wurde durch Diözesanbischof Paul Iby in den Tabernakel des Marienaltars eine Reliquie des am 23. März 2003 von Papst Johannes Paul II. seliggesprochen Ladislaus Batthyány-Strattmann eingesetzt.